# Illumination Studios Paris
Pour la maison-mère, voir Illumination (société de production de films). Pour les homonymes, voir Illumination.
Ne doit pas être confondu avec Mac Guff.
Illumination Studios Paris (anciennement Illumination Mac Guff) est une société de production de films d'animation créée en 2011 et basée à Paris dans le 15e arrondissement. Filiale d'Illumination, elle-même filiale d'Universal Pictures, elle est devenue en quelques années le leader européen dans l'industrie des longs métrages d'animation.

## Historique
À sa création en 1986, Mac Guff Ligne n'était pas un studio d'animation mais réalise des effets spéciaux pour la télévision et la publicité, puis pour le cinéma au début des années 1990. La société passe à l'animation avec Azur et Asmar (2006) puis Chasseurs de dragons (2008).
En 2007, le producteur américain Chris Meledandri recherche un studio d'animation pour fabriquer le premier projet d'Illumination Entertainment, Moi, moche et méchant. Il rencontre Jacques Bled, président de Mac Guff Ligne, et l'animateur-réalisateur Pierre Coffin, et est immédiatement convaincu que le film doit se faire avec eux. À la suite du succès du film, avec plus de 500 millions de dollars de recettes au box office mondial, l'équipe franco-américaine décide de continuer l'aventure.
En 2011, Mac Guff et Universal Pictures souhaitent pérenniser leur collaboration et créent Illumination Mac Guff, filiale d'Universal Pictures. 
Parmi ses productions figurent la franchise Moi, moche et méchant ainsi que Les Minions, Comme des bêtes et Tous en scène, tous produits par Illumination pour Universal Pictures.
En 2021, le studio change de nom pour devenir Illumination Studios Paris.

## Filmographie

### Longs métrages d'animation
- 2006 : Azur et Asmar de Michel Ocelot
- 2008 : Chasseurs de dragons de Guillaume Ivernel et Arthur Qwak
- 2010 : Moi, moche et méchant de Chris Renaud et Pierre Coffin
- 2012 : Le Lorax de Chris Renaud et Kyle Balda
- 2013 : Moi, moche et méchant 2 de  Chris Renaud et Pierre Coffin
- 2015 : Les Minions de Kyle Balda et Pierre Coffin
- 2016 : Comme des bêtes de  Chris Renaud et Yarrow Cheney
- 2016 : Tous en scène de  Garth Jennings
- 2017 : Moi, moche et méchant 3 de Kyle Balda, Pierre Coffin et Éric Guillon
- 2018 : Le Grinch de  Yarrow Cheney et Scott Mosier
- 2019 : Comme des bêtes 2 de  Chris Renaud
- 2021 : Tous en scène 2 de Garth Jennings[5]
- 2022 : Les Minions 2 de Kyle Balda
- 2023 : Super Mario Bros., le film d'Aaron Horvath et Michael Jelenic
- 2023 : Migration de Benjamin Renner et Guylo Homsy
- 2024 : Moi, moche et méchant 4 de Chris Renaud et Patrick Delage
- 2026 : Super Mario Bros., le film 2[6]
- 2026 (sous réserves) : Les Minions 3[réf. nécessaire]

### Courts métrages d'animation
- 2010 : Changement de look (Home Makeover)
- 2010 : Le Jour de l'orientation (Orientation Day)
- 2010 : Banane (Banana)
- 2011 : Brad et Gary
- 2012 : Sérénade
- 2012 : Wagon-Ho
- 2012 : Forces de la Nature
- 2013 : Le Chiot
- 2013 : Panique à la poste
- 2013 : Les Roulettes
- 2015 : Compétition
- 2015 : Cro Minion
- 2015 : Binky Nelson sans tétine
- 2016 : Minions en herbe
- 2016 : NTV : Norman Television
- 2016 : Les Saucisses
- 2017 : Gunter fait du babysitting
- 2017 : Coup de foudre
- 2017 : Le Coach de vie d'Eddie
- 2023 : Mooned
- 2024 : Les Minions aux JO Paris 2024[7],[8],[9]